# 美国海军试飞员学校
美国海军试飞员学校（United States Naval Test Pilot School，缩写USNTPS）是一个美国军事学校，隶属于美国海军空战中心，位于帕塔克森特河和切萨皮克湾畔的帕图森河海军航空站，占地面积24.42平方公里，是美国海军培养试飞员的基地。